# Файвей (Флорида)
Файве́й (англ. Fivey) — историческое поселение во Флориде.
В 1901 году 5 бизнесменов, фамилии которых начинались на букву А, купили землю в округе Паско для постройки лесопилки. Название поселение произошло от сочетания «Five A’s», которое затем было редуцировано до «Fivay». Почтовый офис в Файвее был открыт 23 сентября 1904 года. По воспоминаниям жителей города в 1910 году в городе было расположено 4 лесопилки, 3 гостиницы, клуб. Файвей был одним из крупнейших во Флориде поставщиком древесины. К 1914 году количество древесины стало истощаться, лесопилки закрылись, поселение исчезло.